# MP35

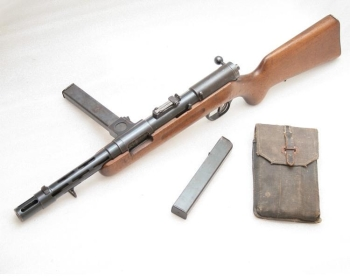
MP35

De MP35 (Maschinenpistole 35) was een Duits machinepistool dat gebruikt werd door de Wehrmacht, Waffen-SS en de Duitse politie voor en tijdens de Tweede Wereldoorlog. Het werd in 1930 ontwikkeld door Emil Bergmann en werd geproduceerd door het bedrijf Bergmann in Suhl.
In 1934 werd de BMP32 bijgewerkt en werd dan de BMP34. Door de beperkte productiecapaciteit van de Bergmann-fabriek werd de productie verschoven naar Walther. Deze produceerde ongeveer 2000 stuks en verspreidde die over het binnenland. De BMP34 was standaard uitgerust met een 200mm of 320mm lange loop. In 1935 werd de BMP34 vereenvoudigd tot de nieuwere versie BMP35. De eerste productieorders werden ook gemaakt bij Walther, die ongeveer 5.000 stuks produceerde tussen 1936 en 1940. Toen de Tweede Wereldoorlog uitbrak werd de productie voor de tweede maal verschoven, ditmaal naar Junker & Ruh. Tijdens de oorlog werden ongeveer 40.000 stuks geproduceerd die werden geleverd aan de Waffen-SS.

## Gebruikers
- België: in gebruik genomen door het Belgische leger onder de naam Mitraillette 34.
- Bolivia
- Denemarken: in gebruik genomen door het Deense leger als de MP32 in het kaliber 9x23mm Bergmann.
- Keizerrijk Ethiopië
- Koninkrijk Hongarije
- Italiaans verzet: buitgemaakt op Duitse soldaten[1]
- Nazi-Duitsland: gebruikt door de Waffen-SS[2]
- Spaanse Staat
- Zweden: gebuikt onder de naam M39
- Joegoslavië: zowel Joegoslavische partizanen als Četniks gebruikten op de Duitsers buitgemaakte MP35 machinepistolen.[3]